# 比约恩·戴利
比约恩·戴利（挪威語：Bjørn Dæhlie，1967年6月19日—），挪威男子越野滑雪运动员，共获得过12枚冬奥会奖牌，其中包括8枚金牌，一度是有史以来获得冬奥会奖牌和金牌最多的运动员。
戴利另外还获得过9次世界滑雪锦标赛冠军，1999年因背伤退役。2008年，戴利被评为挪威历史上最伟大的滑雪运动员。